# Ідріз Сефері
Ідріз Сефері (тур. İdris Sefer, алб. Idriz Seferi; 14 березня 1847 — 25 березня 1927) — албанський національний герой, партизан; член націоналістичних організацій Прізренська ліга і Ліги Пеже (алб. Lidhja e Pejës).

## Біографія
Народився 14 березня 1847 в селі Сефер вилайета Косово Османської імперії (в гірському масиві Скопско-Црна-Гора), нині місто Прешево на півдні Сербії.
У ранньому віці вступив в албанське національне відродження, ставши членом Прізренської ліги і Ліги Пеже. У цей час здійснював разом з членами Ліги злочинні дії проти населення міста Кичево. Намагався встановити разом з іншими албанськими вождями відносини з сербським урядом, яке допомагало повстанцям грошима і зброєю.
У початку 1910 року дванадцять албанських вилайета Косово, де помітними ватажками були Ідріз Сефері і Іса Болетіні, повстали проти Османської імперії. Під керівництвом Сефері був загін чисельністю близько 5000 осіб, який озброївся за рахунок захопленого турецького поїзда зі зброєю. Під керівництвом Болетіні було близько 2000 чоловік, що знаходяться під Феріжаєм і Прізреном. Незважаючи на запеклий опір, повстання було придушене переважаючими силами османських військ чисельністю в 16000 чоловік під командуванням Тургут-паші. Османський уряд вжив суворих заходів, щоб зберегти владу в косовському вилайеті.
У квітні 1912 року знову спалахнуло повстання албанців під керівництвом Хасана Пріштіни в горах Джяковіца, до якого приєдналися інші вожді, включаючи Сефері і Болетіні. Опір було більш масштабним, ніж в 1910 році, ставши загальнонаціональним, встановивши при цьому дружні відносини з Сербією. Проти повсталих знову були спрямовані регулярні османські частини, не без труднощів придушили опір. Після цього повстання Сефері і Болетіні під впливом Туреччини стали противниками Сербії і воювали проти неї на початковому етапі Першої світової війни (1914—1915 роки). У другій половині війни (1916—1918 роки) вони воювали проти болгарських військ.
Помер у себе в будинку 25 березня 1927 року. Посмертно був удостоєний державної нагороди Герой Косово.

## Пам'ять
- У місті Приштина Ідрізу Сефері встановлено пам'ятник роботи албанського скульптора Одісе Паскалі. Також пам'ятник йому встановлений в комуні Гнілане та бюст у місті Качанік.